# Beretta M1934
Die Beretta M1934 ist eine Selbstladepistole italienischer Produktion. Die in den 1930er Jahren von Beretta entwickelte Kurzwaffe mit der charakteristischen Fingerauflage am unteren Ende des Griffstücks wurde während des Zweiten Weltkrieges in allen Waffengattungen der Italienischen Streitkräfte verwendet und auch an die Polizei des Landes geliefert. Bis 1980 wurden über eine Million Pistolen hergestellt.

## Geschichte und Einsatz
Während die Fabbrica d’Armi Pietro Beretta als Waffenschmiede auf eine jahrhundertelange Tradition zurückblicken kann, gelangen der Firma erst ab den 1920er Jahren größere Erfolge mit ihren Pistolen. Anfangs zielte man mit Taschenpistolen auf den zivilen Markt, mit stärkeren Kalibern wurden die Modelle auch für das Militär interessant. Die Beretta M1934 mit der vergleichsweise schwachen Patrone vom Kaliber 9 × 17 mm (.380 ACP) wurde schließlich zur Ordonnanzwaffe der Regio Esercito, des italienischen Heeres. Die nahezu baugleiche  Beretta M1935 im Kaliber 7,65 mm ging an die Marine (Regia Marina) sowie an die Luftwaffe (Regia Aeronautica). Der Bedarf war so immens, dass nur wenige Exemplare auf den zivilen Markt oder in den Export gelangten. Dies geschah erst nach dem Krieg. Nach der 1980 erfolgten Einstellung der Produktion wurden 1990/91 für Sammler noch einige Tausend Berettas hergestellt.
Während des Zweiten Weltkrieges erbeutete die Wehrmacht in Belgien einige Pistolen vom Typ Hammerless und führte sie unter der Bezeichnung Pistole 671 (i).

## Technik
Die 9-mm-Beretta hat nur einen Masseverschluss und keinen verriegelten Verschluss wie bei Pistolen mit dem deutlich stärkeren Parabellum-Kaliber 9 × 19 mm. Die in der Beretta M1934 eingesetzte Munition 9 × 17 mm ist zwar weniger stark als die Parabellum-Patrone, gleichwohl ist die Geschosswirkung für eine Selbstverteidigungswaffe ausreichend. Zudem liegt die Mündungsgeschwindigkeit von 295 m/s unterhalb der Schallgeschwindigkeit, weshalb ein Schalldämpfer ohne spezielle Munition eingesetzt werden kann. Die M1934 war für militärische Verhältnisse recht aufwendig zu fertigen, erwies sich aber als sehr robust und zuverlässig.